# Глухив
Глухив (укр. Глухів) град је у Украјини, у Сумској области. Према процени из 2025. у граду је живело 18.510 становника.

## Становништво
Према процени, у граду је 2012. живело 34.790 становника.
| 1979.  | 1989.  | 2001.  | 2012.  |
| ------ | ------ | ------ | ------ |
| 32.386 | 35.869 | 35.768 | 34.790 |

## Партнерски градови
- Свиштов
- Криводол